# Öçpoçmaq

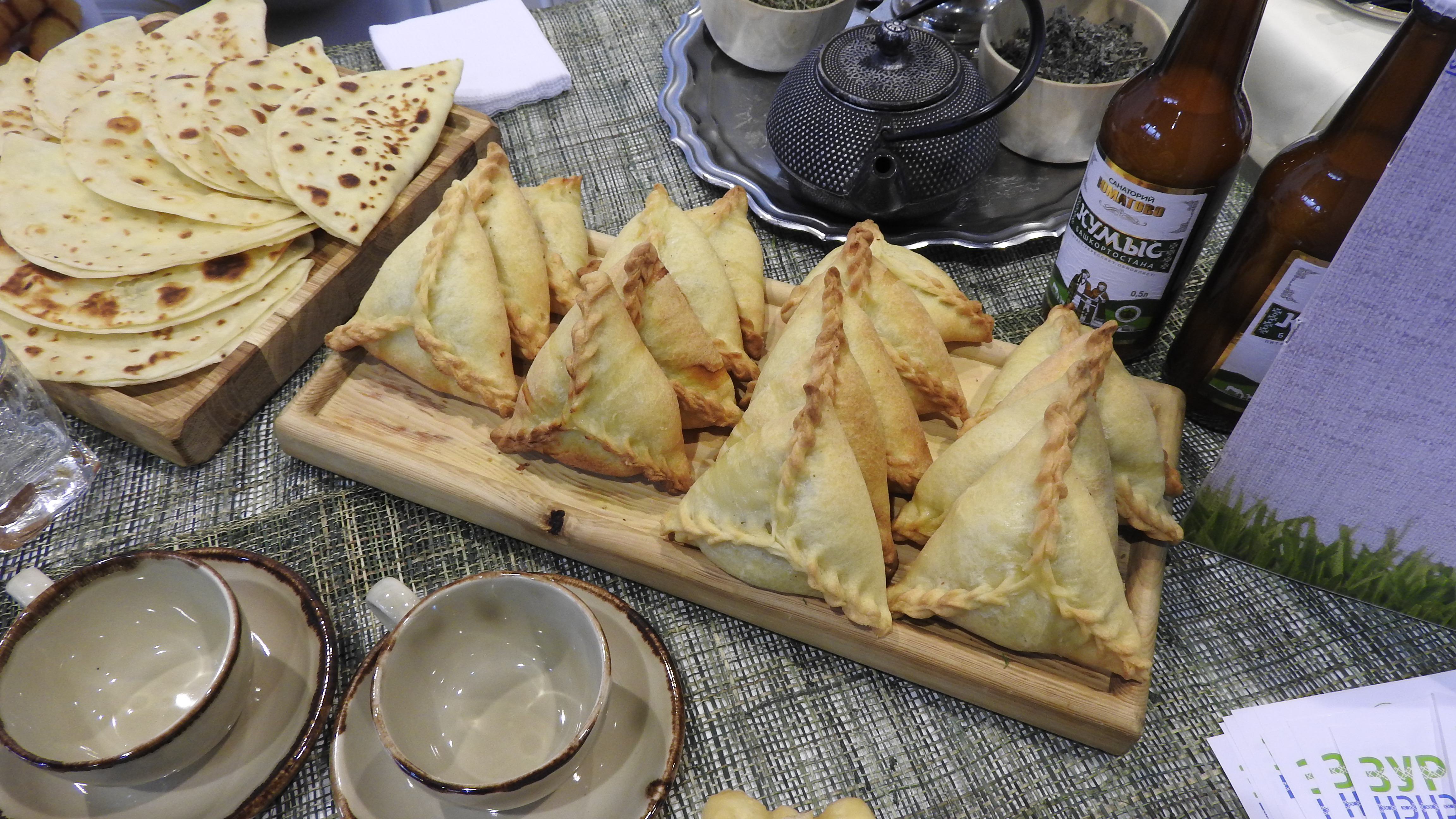
Öçpoçmaq

El öçpoçmaq (cirílico: Өчпочмак; /ˌœɕpɔɕˈmɑq/; literalmente ‘triángulo’) es un plato nacional tártaro y baskir, importante en la cultura tártara. Normalmente el öçpoçmaq es una empanadilla triangular rellena de buey picado, cebolla y patata. El öçpoçmaq se toma con caldo o té.